# Alfons Satzger
Alfons Satzger (* 8. November 1899 in Unterauerbach, heute Ortsteil von Mindelheim; † 19. März 1978 in Steingaden) war ein deutscher katholischer Theologe.

## Werdegang
Satzger studierte Philosophie und Theologie in Dillingen an der Donau und empfing 1925 die Priesterweihe. Seine Kaplansjahre führten ihn an die Stadtpfarrkirche St. Martin in Kaufbeuren. In den zehn Jahren seines Wirkens war er besonders in der Jugendarbeit engagiert. Zur Unterbringung der Schüler der damaligen Realschule und des Progymnasiums sowie der Lehrlinge und der Landwirtschaftsschüler initiierte er 1929/30 den Bau des Martinsheim.
1935 wurde er zum Diözesanjugendseelsorger im Bistum Augsburg ernannt. Wegen seiner Beteiligung an der Formulierung von Pamphleten und Informationsblättern gegen die nationalsozialistische Kirchenpolitik wurde er mehrfach verhaftet und schließlich 1939 aus Süddeutschland ausgewiesen. Er fand Zuflucht in der Benediktinerabtei Neresheim. 1940 meldete er sich freiwillig zum Kriegsdienst als Militärseelsorger. An der Ostfront wurde er schwer verwundet und 1942 aus der Armee entlassen.
1946 kam er als Wallfahrtspriester und Kustos an die Wieskirche in Steingaden. Er leitete die Renovierung der Kirche ein und hob die Wallfahrt. Außerdem übernahm er die Leitung des dortigen Jugendheims. 1950 war er Mitbegründer der ersten katholischen Landvolkshochschule in Bayern.

## Ehrungen
- 1952: Verdienstkreuz am Bande der Bundesrepublik Deutschland
- 1958: Verdienstkreuz 1. Klasse der Bundesrepublik Deutschland